# 디어본 요새
디어본 요새(영어: Fort Dearborn 포트 디어본[*])은 미국의 요새로, 1803년 시카고 강 옆에 처음 건설되었으며, 현재의 시카고 지역이다. 존 휘슬러 대위가 이끄는 미군 병사들에 의해 건설되었으며, 당시 육군부 장관이었던 헨리 디어본을 기리기 위해 명명되었다. 원래 요새는 미영 전쟁 중 포트 디어본 전투 이후 파괴되었고, 1816년에 같은 자리에 새로운 포트 디어본이 건설되어 1837년에 폐쇄되었다.
1855년 시카고 강 확장과 1857년 화재로 요새의 일부가 유실되었다. 포트 디어본의 마지막 흔적은 1871년 시카고 대화재로 파괴되었다. 요새 부지는 현재 시카고 랜드마크이며, 미시간-와커 역사 지구 내 듀세이블 교 남단에 위치해 있다.

## 배경

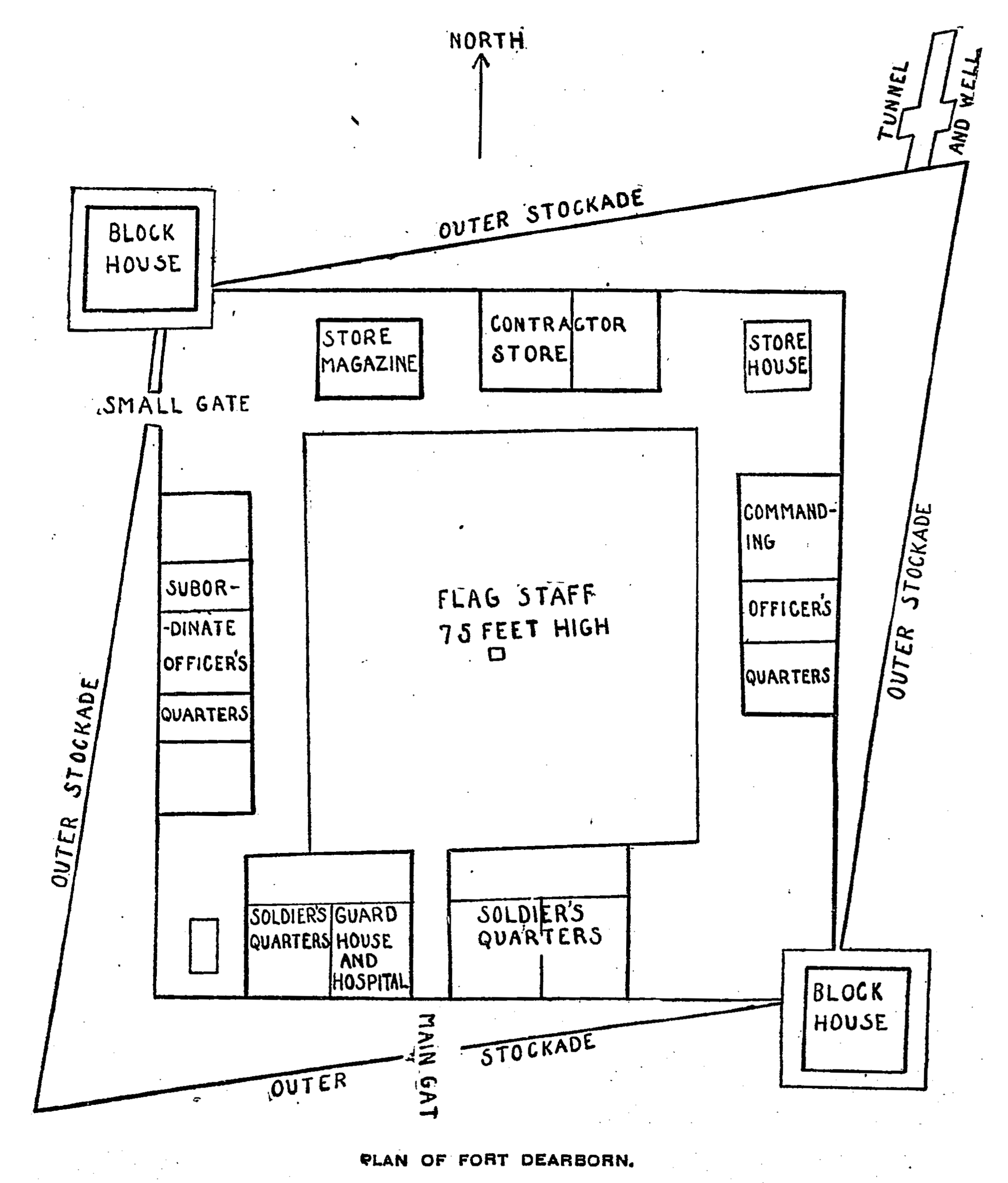
첫 번째 포트 디어본의 도해

### 역사적 사건
유럽 탐험가들이 도착하기 전 시카고 지역의 인간 활동은 대부분 알려지지 않았지만, 분명히 많은 다른 민족들 사이의 교차점 역할을 했다. 1673년 루이 졸리엣과 자크 마르케트가 이끄는 탐험대가 시카고 포티지를 건너 시카고 강을 따라 이동한 최초의 기록으로 남아 있다. 마르케트는 1674년에 돌아와 강어귀 근처에서 며칠간 야영했다. 그는 포티지로 이동하여 1674~75년 겨울 동안 야영했다. 졸리엣과 마르케트는 당시 시카고 강 지역 근처에 살고 있는 아메리카 원주민이 없다고 보고했다. 그러나 고고학자들은 시카고 지역의 다른 곳에서 그 시기에 해당하는 수많은 역사적인 인디언 마을 유적지를 발견했다.
1682년 르네 로베르 카벨리에 드 라 살은 (시카고 지역을 포함한) 넓은 영토를 프랑스에 할양했다. 르네 로베르 카벨리에 드 라 살의 부하 중 두 명은 1682/1683년 겨울에 포티지에 방책을 건설했다.
1763년, 프렌치 인디언 전쟁에서의 패배 후, 프랑스는 이 지역을 그레이트브리튼 왕국에 할양했다. 이 지역은 그들의 퀘벡주 (1763년–1791년) 내 한 지역이 되었다. 대영 제국은 나중에 이 지역을 미국에 할양했지만 (미국 독립 전쟁이 끝날 때), 북서부 영토는 1796년경까지 데 팍토 영국 통제하에 남아 있었다.
1785년-1795년 북서 인디언 전쟁에서 여러 아메리카 원주민 부족이 패배한 후, 1795년 8월 3일 포트 그린빌(현재의 그린빌 (오하이오주))에서 미국과 여러 부족장들 사이에 그린빌 조약이 체결되었다. 이 조약의 조건의 일부로, 미국 원주민과 프런티어맨으로 알려진 서부 연맹의 연합은 미국에 오늘날의 오하이오주, 미시간주, 인디애나주, 위스콘신주, 일리노이주의 많은 부분을 할양했다. 여기에는 미군 기지 설립을 위한 시카고 강 하구에서 중심으로부터 "6마일 제곱"이 포함되었다.

### 지역 행사
프랑스 예수회 선교회인 수호천사 선교회는 1696년경 이 근처 어딘가에 설립되었지만, 1700년경 버려졌다. 폭스 전쟁은 18세기 초 이 지역을 사실상 유럽인들에게 폐쇄시켰다. 이 지역에 재정착한 초기 비원주민은 1778년경 시카고 강 울프 포인트 근처에 무역소를 가지고 있었을 것으로 추정되는 길로리라는 상인이었을 수 있다.
프랑스어를 사용하는 아프리카계 상인이자 정착민인 장바티스트 푸앙 뒤사블은 1780년대 시카고 강 하구 근처, 미래의 요새 맞은편 강 건너편에 번성하는 농장과 무역소를 건설했다. 그곳에 정착지가 형성되었고 그는 시카고의 설립자로 널리 알려져 있다. 앙투안 우일멧은 시카고의 다음 기록된 거주자이다; 그는 1790년 7월 시카고 강 어귀에 정착했다고 주장했다.

## 첫 번째 포트 디어본

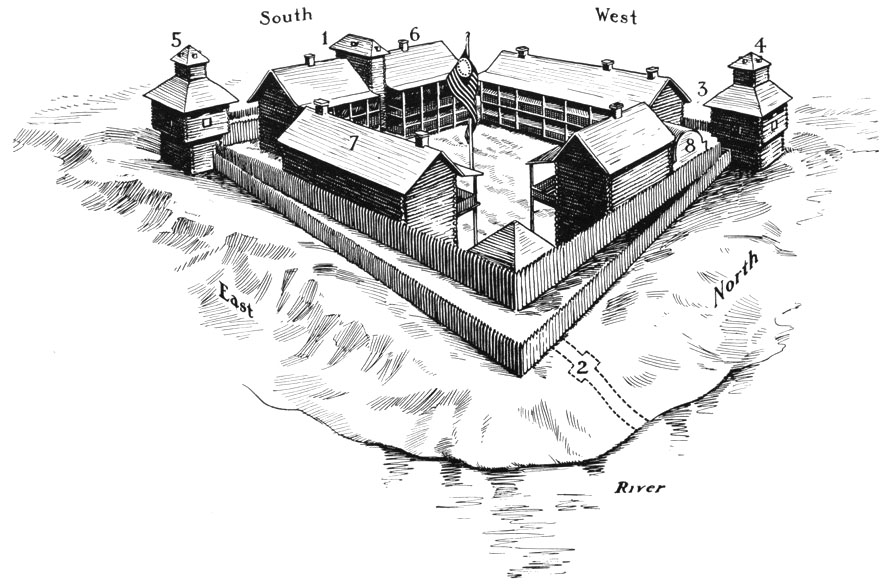
원래 포트 디어본을 조감한 예술가의 묘사

1803년 3월 9일, 육군부 장관 헨리 디어본은 디트로이트의 사령관 장 프랑수아 암트람크 대령에게 디트로이트에서 시카고까지의 경로를 조사하고 시카고의 상황을 예비 조사할 장교와 6명의 병사를 보내라고 지시했다. 존 휘슬러 대위가 새로운 초소의 사령관으로 선택되어 6명의 병사와 함께 조사를 완료하기 위해 출발했다. 조사가 완료된 1803년 7월 14일, 한 부대의 병력이 디트로이트에서 시카고까지 육로 여행을 시작했다. 휘슬러와 그의 가족은 트레이시라는 스쿠너를 타고 시카고로 향했다. 병력은 8월 17일에 목적지에 도착했다. 트레이시는 강어귀의 모래톱 때문에 시카고 강으로 들어갈 수 없어 해안에서 약 0.5마일 떨어진 곳에 정박했다. 휘슬러 대위의 아들인 윌리엄 휘슬러 중위의 아내 줄리아 휘슬러는 나중에 2000명의 인디언들이 트레이시를 보기 위해 모였다고 전했다. 병력은 1804년 여름까지 요새 건설을 완료했다. 이 요새는 이중 방책으로 둘러싸인 통나무로 지어진 요새로, 두 개의 블록하우스(위의 도표 참조)가 있었다. 요새는 건설을 지시했던 미국 육군부 장관 헨리 디어본의 이름을 따서 포트 디어본이라고 명명되었다.

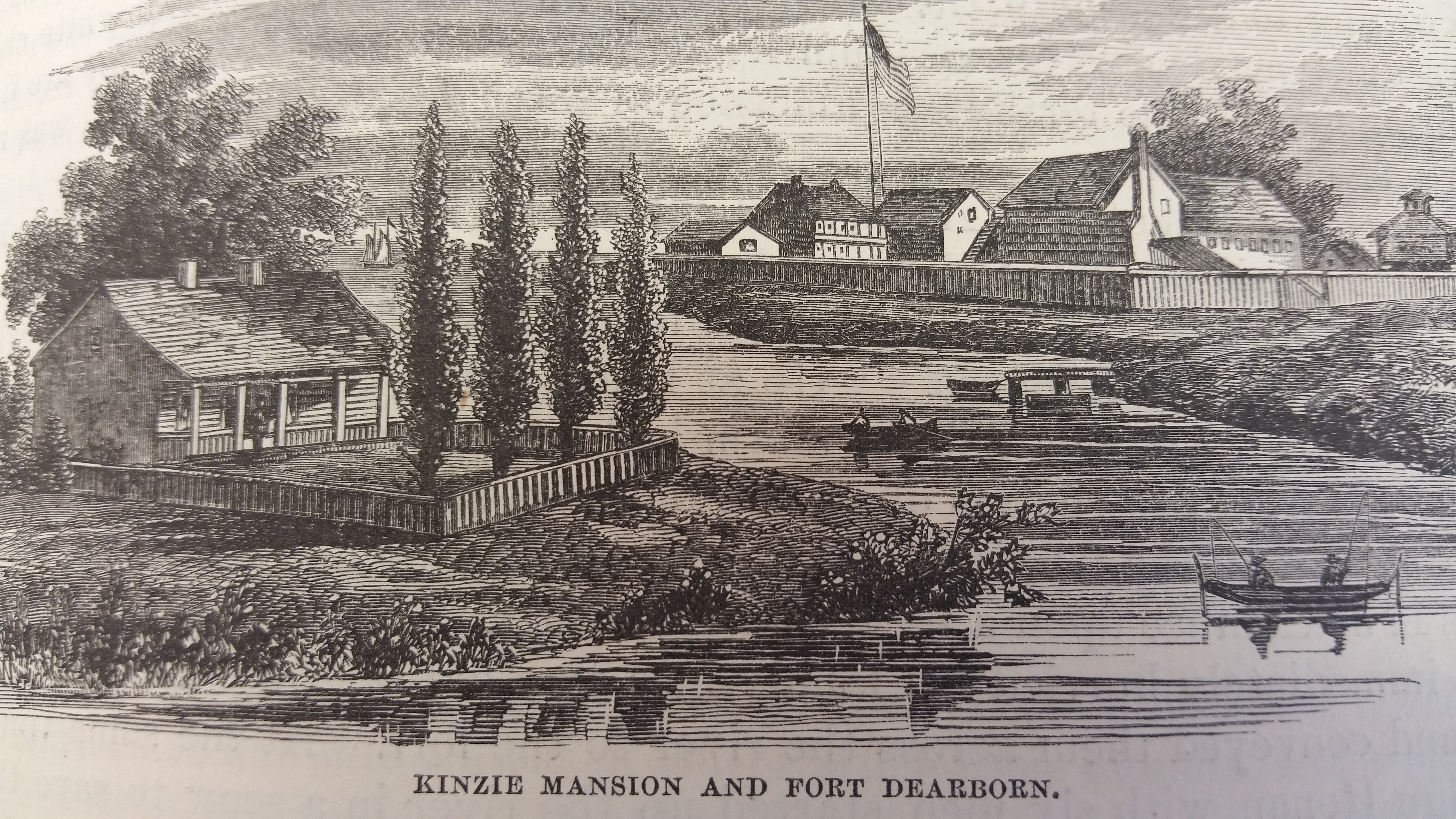
킨지 맨션. 포트 디어본이 배경에 보인다.

오래된 뒤 사블의 부동산을 구입한 모피 상인 존 킨지는 1804년 시카고에 도착했고, 요새 주변에 형성된 작은 정착지의 민간 지도자가 되었다. 1810년, 킨지와 휘슬러는 킨지가 인디언들에게 술을 공급하는 문제로 분쟁에 휘말렸다. 4월, 휘슬러와 요새의 다른 고위 장교들이 해임되었고, 휘슬러는 네이선 힐드 대위로 교체되었다.

### 포트 디어본 전투
미영 전쟁 중 윌리엄 헐 장군은 1814년 8월 포트 디어본의 철수를 명령했다. 힐드 대위가 철수를 감독했지만, 8월 15일, 철수자들은 포트 디어본 전투에서 약 500명의 포타와토미족 인디언의 매복 공격을 받았다. 포타와토미족은 힐드와 그의 아내 레베카를 붙잡아 대영 제국에 몸값을 받고 넘겼다. 요새에서 철수했던 148명의 군인, 여성, 어린이 중 86명이 매복 공격으로 사망했다. 포타와토미족은 다음 날 요새를 불태웠다.

## 두 번째 포트 디어본

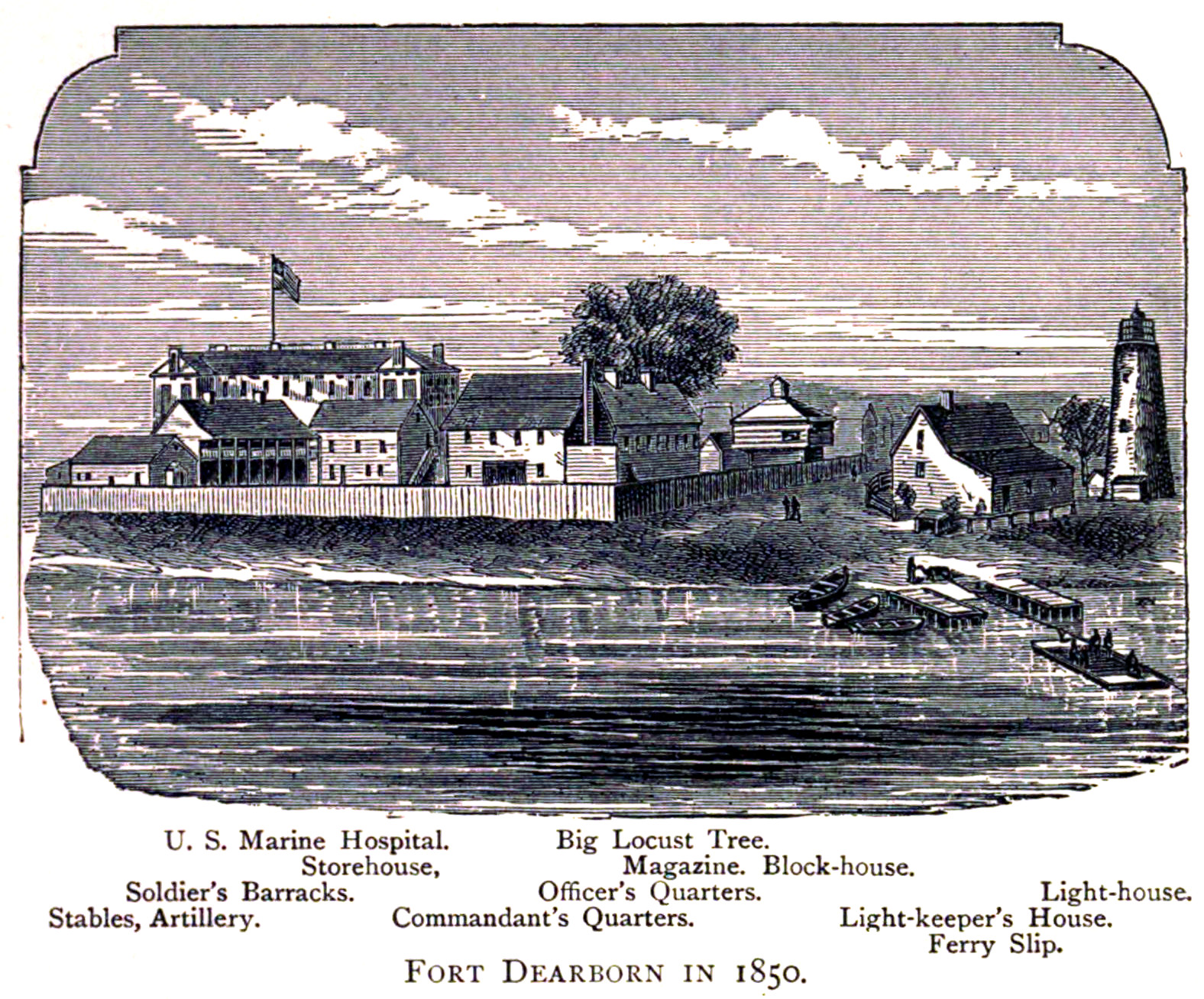
1850년의 포트 디어본

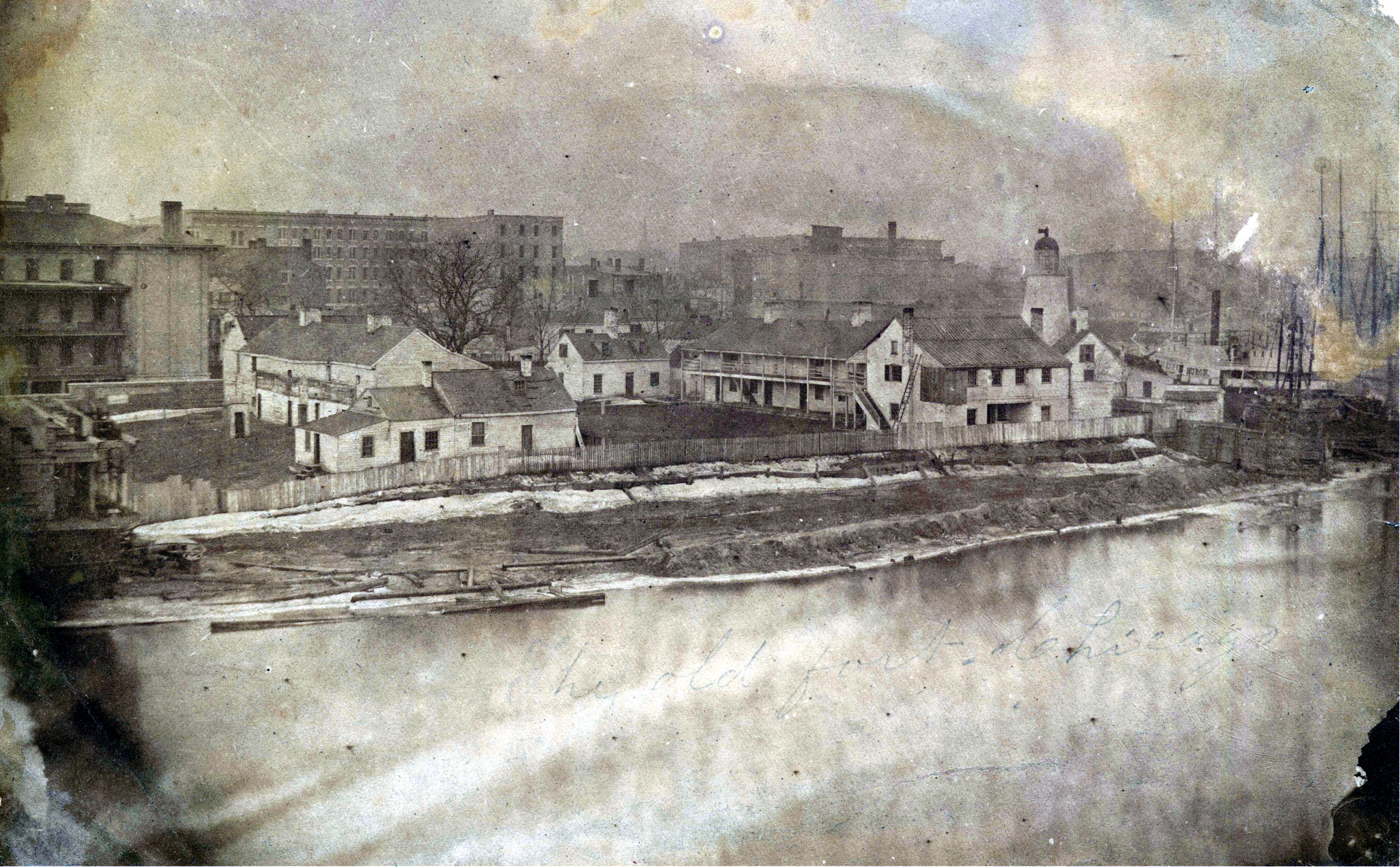
1856년의 포트 디어본

전쟁이 끝난 후, 두 번째 포트 디어본이 1816년에 건설되었다. 이 요새는 이중 목재 방책 벽, 장교 및 사병 막사, 정원 및 기타 건물로 구성되었다. 미군은 1823년까지 요새에 주둔했는데, 인디언들과의 평화로 인해 주둔군이 불필요하다고 판단되었다. 일시적인 폐쇄는 위네바고 전쟁이 위네바고족 인디언들과의 전쟁 발발로 인해 1828년에 다시 주둔할 때까지 계속되었다. 줄리엣 오거스타 매길 킨지는 1856년 회고록인 『와우 분』에서 1831년 시카고에 도착했을 때 요새의 모습을 다음과 같이 묘사했다:
요새는 높은 울타리로 둘러싸여 있었고, 교차하는 모서리에는 보루가 있었다. 남북으로 큰 문이 열려 있었고, 거주자들을 위한 작은 부분들이 곳곳에 있었다. ... 울타리 남쪽으로 뻗어 있던 연병장 너머에는 건포도 덤불과 어린 과일 나무가 잘 심겨진 연병장 정원이 있었다. 요새는 강어귀라고 자연스럽게 생각되는 곳에 서 있었지만, 사실은 그렇지 않았다. 왜냐하면 그 당시 강은 요새가 세워진 곶을 돌아 남쪽으로 흐르다가 약 0.5마일 아래에서 호수와 합류했기 때문이다...

이 요새는 1832년 블랙 호크 전쟁 이전에 잠시 폐쇄되었고 1837년에는 항만 공사 감독관이 사용하고 있었다. 1837년, 요새와 그 보호 구역, 그랜트 파크 (시카고)의 일부가 된 토지를 포함하여 연방 정부에 의해 시에 양도되었다. 1855년, 시카고 강 남쪽 제방을 준설하기 위해 요새의 일부가 철거되어 강이 구부러진 부분이 곧게 펴지고 이 지점에서 폭이 약 150 피트 (46 m) 넓어졌다. 그리고 1857년, 화재로 요새에 남아있던 거의 모든 건물이 파괴되었다. 남아있던 블록하우스와 몇 안 되는 생존한 부속 건물들은 1871년 시카고 대화재로 파괴되었다.

## 유산 및 기념물

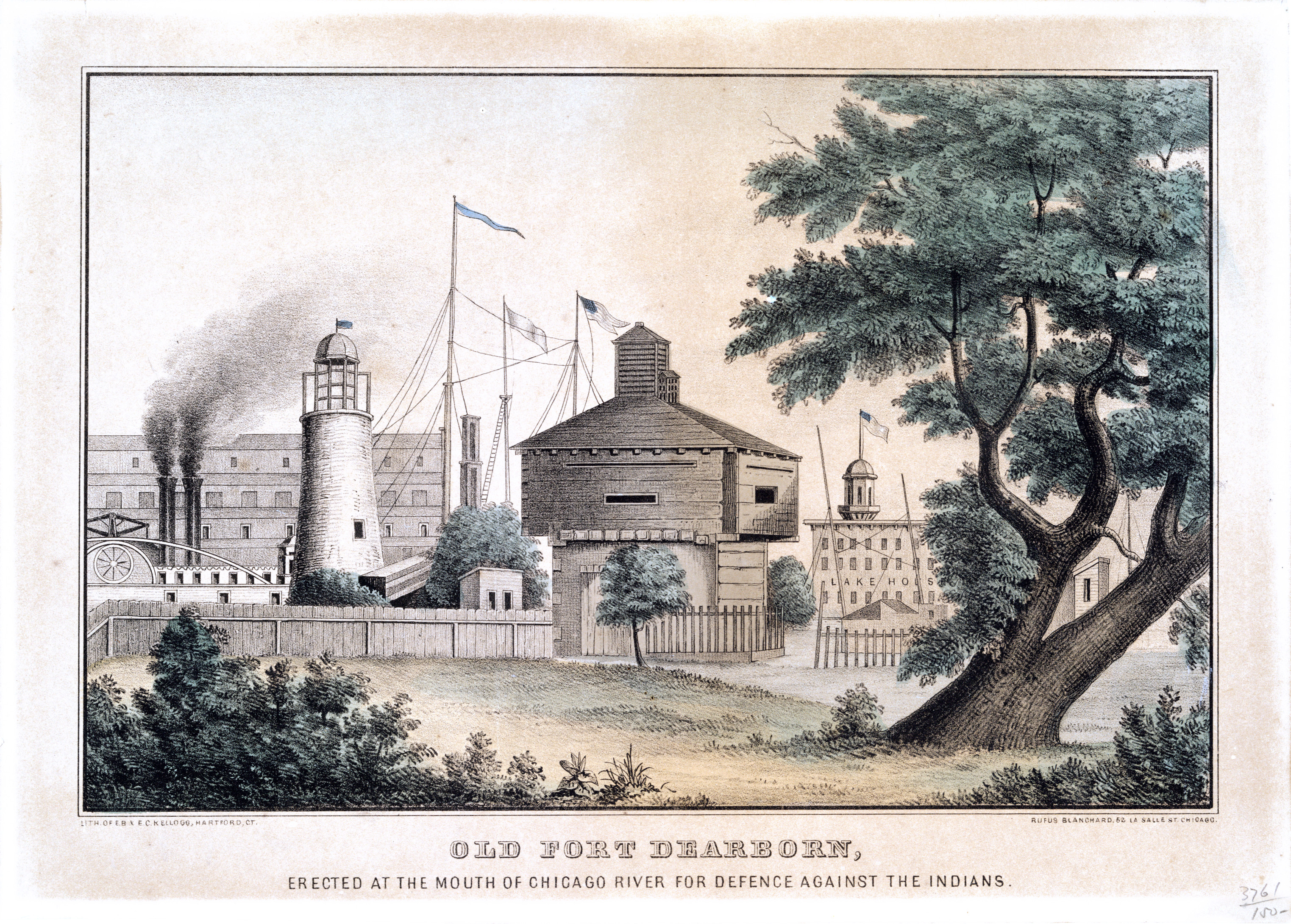
1853년의 포트 디어본

포트 디어본의 남쪽 경계는 현재 시카고루프 커뮤니티 지역의 와커 드라이브와 미시간 애비뉴 (시카고) 교차점, 매그니피션트 마일을 따라 위치해 있다. 요새 윤곽의 일부는 기념 명판과 미시간 애비뉴 교량 및 와커 드라이브 근처의 보도와 도로에 박힌 선으로 표시되어 있다. 오래된 요새에서 몇몇 판자가 보존되어 현재 링컨 파크 (시카고)의 시카고 역사 박물관에 있다.
시카고에서 가장 오래 계속 운영되는 기관인 제1장로교회 (시카고)는 1833년 6월 26일 포트 디어본의 목공소에서 설립되었으며 오늘날 우드론 (시카고)에 위치해 있다.
1899년 3월 5일, 시카고 트리뷴은 시카고 역사 협회에서 원본 요새의 복제품을 만들었다고 보도했다.
1933년, 진보의 세기 전시회에서 포트 디어본의 정교한 복제품이 박람회 전시물로 세워졌다. 이 축제의 일환으로 요새가 그려진 미국 1센트 우표와 (25개의 우표가 들어있는) 기념 시트가 발행되었다. 개별 우표와 시트는 미국 체신부장관 제임스 A. 팔리가 이 우표들과 다른 우표들의 미천공 우표 샘플을 그의 친구들에게 주었을 때 재인쇄되었다. 이로 인한 대중의 반발 때문에 "팔리의 어리석은 짓"이라는 수백만 부가 인쇄되어 판매되었다.
1939년, 시카고 시의회는 포트 디어본을 상징하기 위해 시 깃발에 네 번째 별을 추가했다. 이 별은 깃발의 가장 왼쪽, 즉 첫 번째 별로 묘사된다.
요새 부지는 1971년 9월 15일 시카고 랜드마크로 지정되었다.
시카고 공립학교 시스템의 한 초등학교는 포트 디어본의 이름을 따서 명명되었다.

## 갤러리

현대적 기념
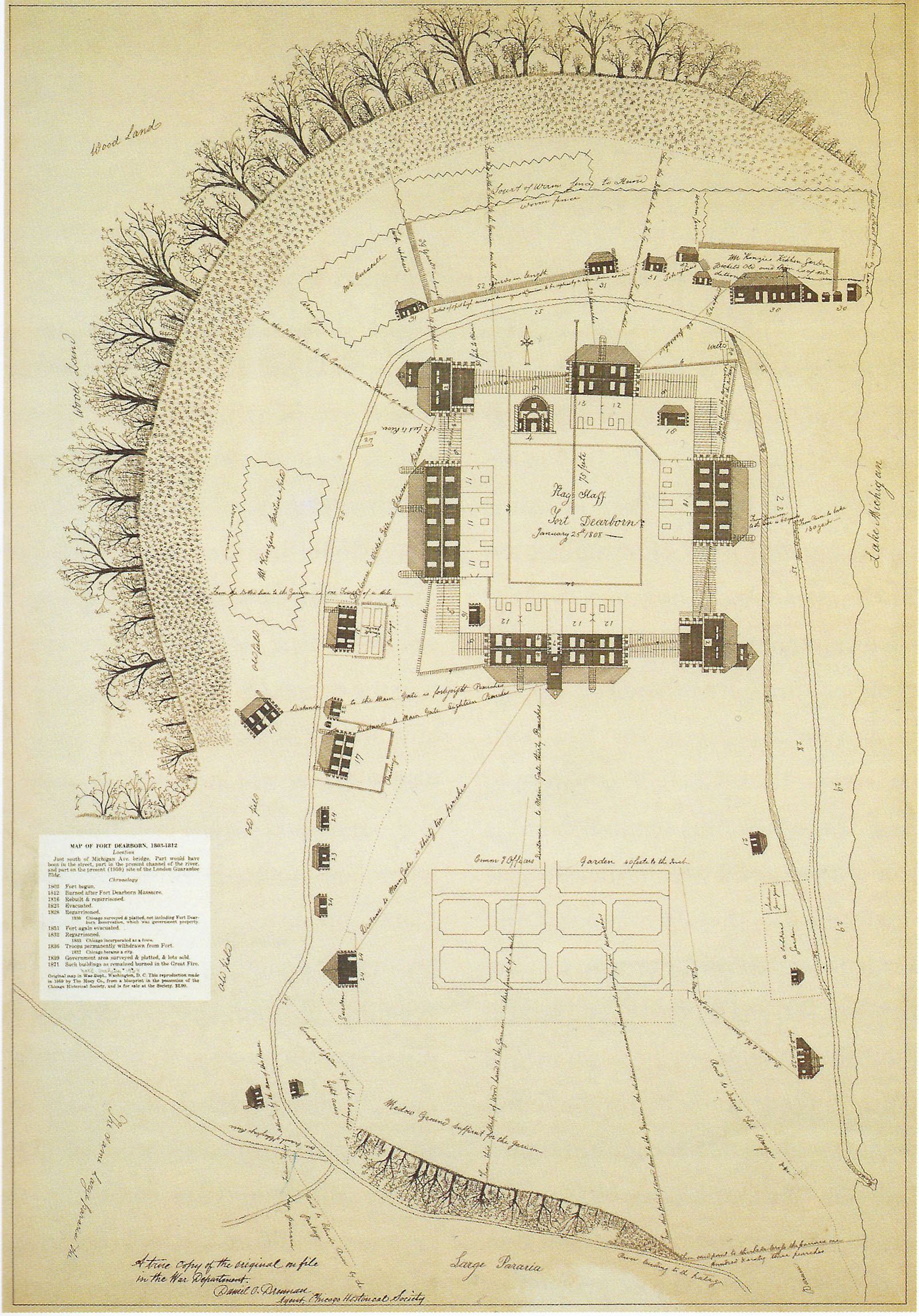
1808년 포트 디어본 배치도
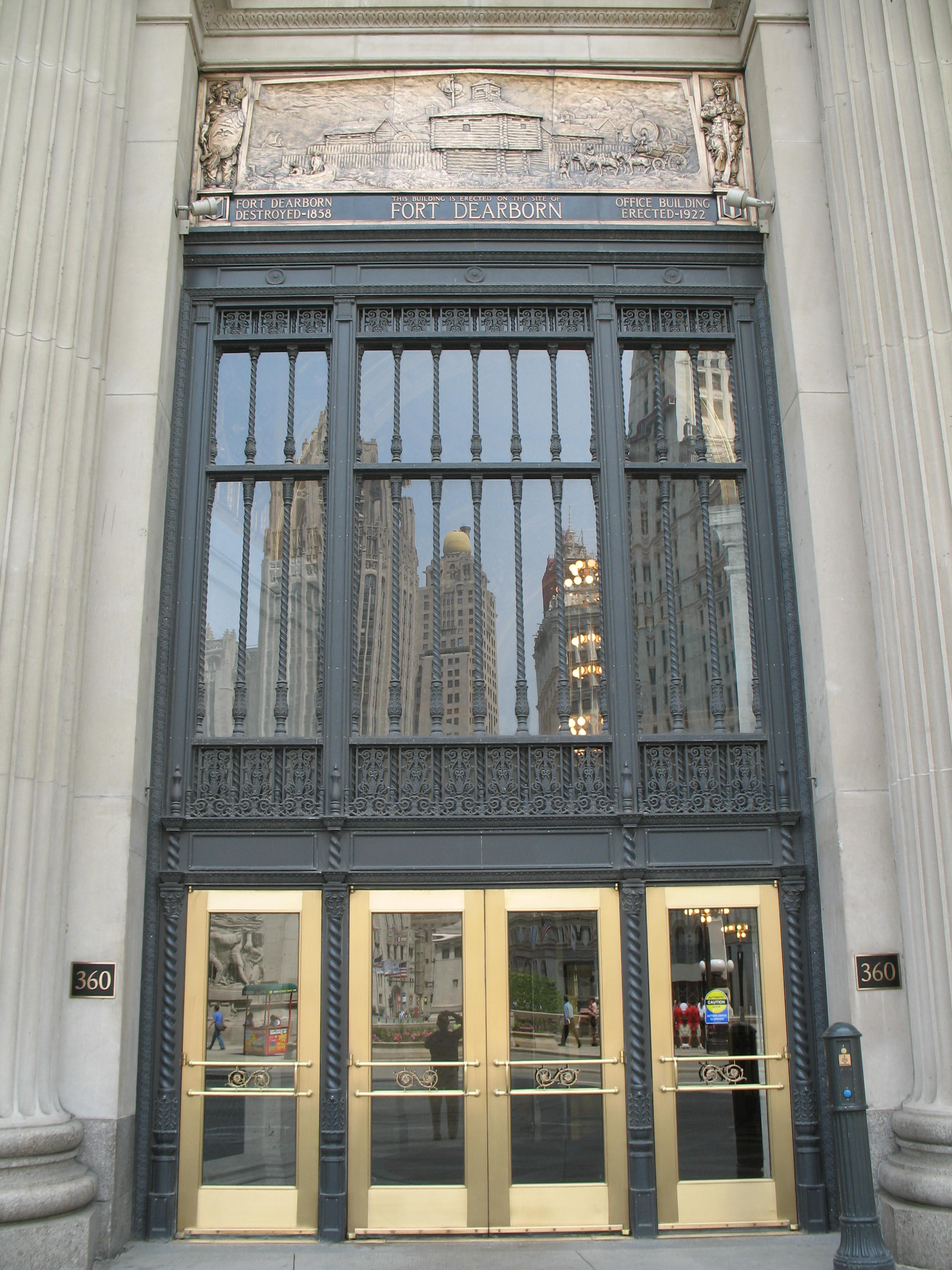
입구 위 커다란 부조로 포트 디어본을 기념하는 런던 개런티 빌딩
미시간 애비뉴의 명판미시간 애비뉴의 명판
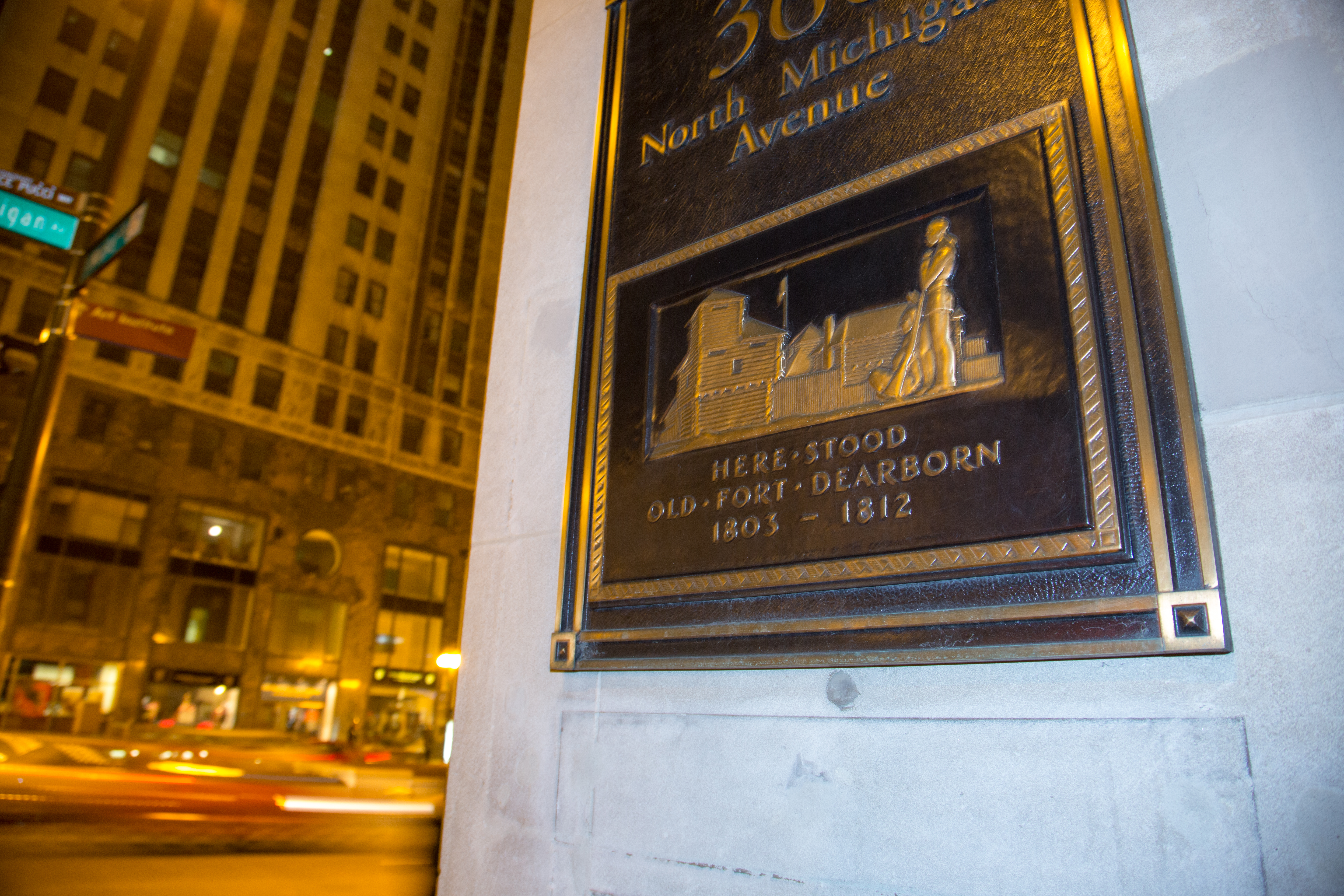
요새의 남쪽 경계를 나타내는 표지
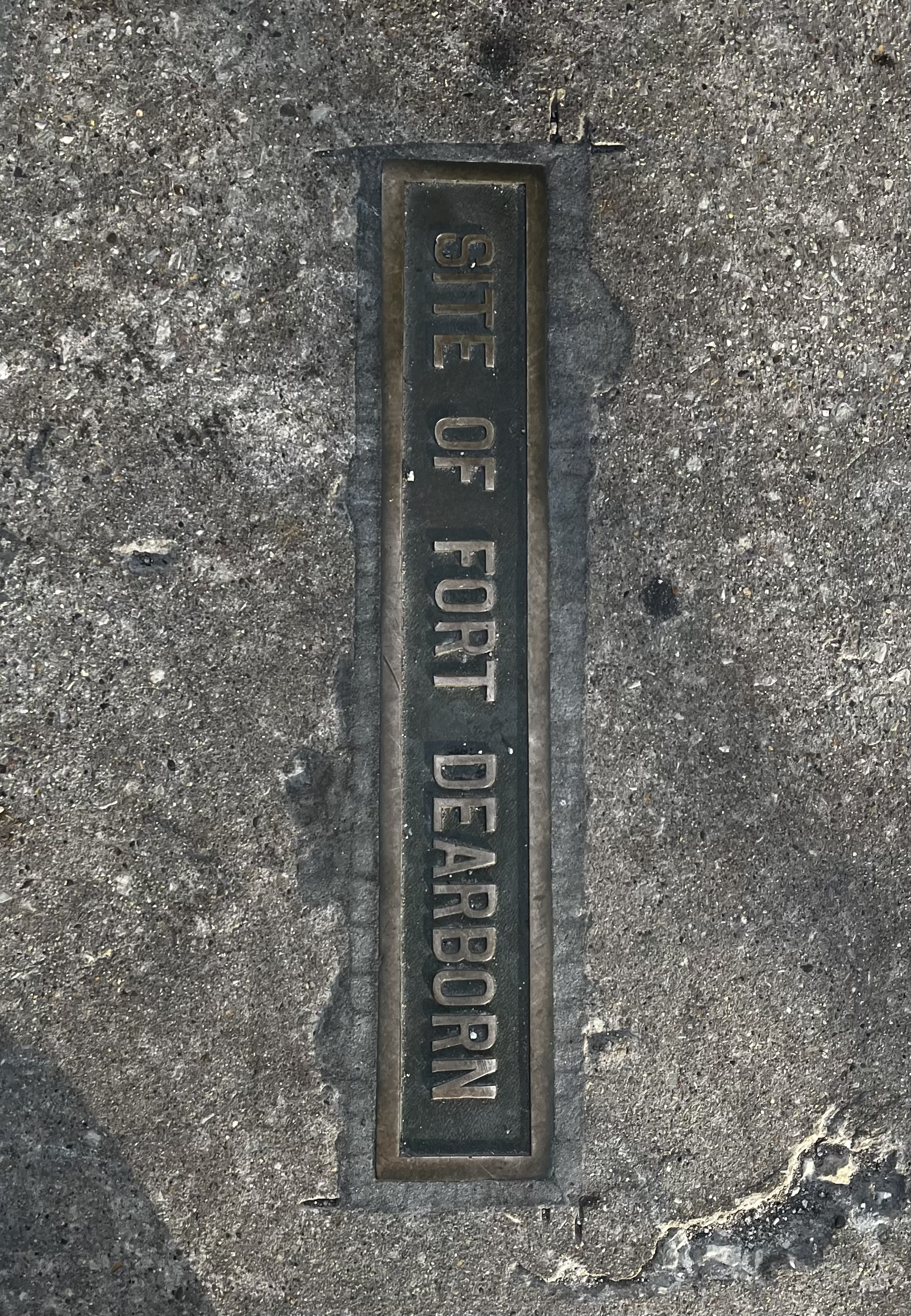
포트 디어본의 북쪽 벽이 있던 곳을 나타내는 미시간 애비뉴 명판

## 같이 보기
- 포트 셰카구
- 시카고의 역사

## 참고 문헌
- Currey, J. Seymour (1912). 《The Story of Old Fort Dearborn》. Chicago: A. C. McClurg & Co.
- Helm, Linai T. (1912).  Gordon, Nellie Kinzie, 편집. 《The Fort Dearborn Massacre》. Rand McNally.
- Kinzie, Juliette (1856). 《Wau-Bun, the "Early Day" in the North-West》. Derby and Jackson. 2010년 8월 25일에 확인함.
- Pacyga, Dominic A. (2009). 《Chicago: A Biography》. University of Chicago Press. ISBN 978-0-226-64431-8.
- Quaife, Milo Milton (1913). 《Chicago and the Old Northwest, 1673-1835》. The University of Chicago Press. 2010년 8월 25일에 확인함.
- Quaife, Milo Milton (1933). 《Checagou From Indian Wigwam To Modern City 1673-1835》. The University of Chicago Press. 2010년 8월 26일에 확인함.